# Charles Dutoit
Pour les articles homonymes, voir Dutoit.
 (février 2014).
Si vous disposez d'ouvrages ou d'articles de référence ou si vous connaissez des sites web de qualité traitant du thème abordé ici, merci de compléter l'article en donnant les références utiles à sa vérifiabilité et en les liant à la section « Notes et références ».
Charles Dutoit, né le 7 octobre 1936 à Lausanne, est un chef d'orchestre suisse. Il a notamment occupé les postes de directeur musical de l'Orchestre symphonique de Montréal de 1977 à 2002 et de directeur musical de l'Orchestre national de France de 1991 à 2001.

## Biographie

### Formation
Charles Dutoit travaille le violon, l’alto, le piano, les percussions, la composition, l’instrumentation, la théorie et la direction aux conservatoires de Lausanne et de Genève. Parallèlement il assiste, pendant trois saisons, aux répétitions d'Ernest Ansermet, chef, à l'époque, de l'Orchestre de la Suisse romande. Dutoit dit à son sujet : « Bien que n'étant pas mon professeur, il était mon mentor. »[réf. nécessaire] Par la suite Dutoit complète sa formation musicale à Sienne, auprès d'Alceo Galliera, et à Tanglewood (Massachusetts), auprès de Charles Munch. Il est également influencé par Herbert von Karajan lorsque ce dernier se produit au festival de Lucerne.[précision nécessaire]

### Carrière
Après avoir obtenu le prix de direction au conservatoire de Genève en 1958, il dirige régulièrement plusieurs orchestres en Suisse. En 1964, il est invité à Vienne par Karajan pour diriger à la Staatsoper la première représentation du ballet El sombrero de tres picos de Manuel de Falla. Sa carrière est lancée. La même année il est nommé chef adjoint de l’Orchestre symphonique de Berne, dont il devient en 1967 le directeur musical, succédant ainsi à Paul Kletzki ; il dirigera cette formation jusqu’en 1977. Parallèlement il occupe le poste de directeur de l'orchestre symphonique de Radio Zurich. Dès 1967 il est aussi le chef de l'orchestre de la Tonhalle de Zurich, aux côtés de Rudolf Kempe. De 1973 à 1975, il dirige l’orchestre national du Mexique et, de 1975 à 1978, celui de Göteborg.

#### Orchestre symphonique de Montréal
En 1977, Dutoit est nommé chef de l’Orchestre symphonique de Montréal (OSM), fonctions qu'il occupera jusqu’en 2002. Avec lui, il effectue de nombreuses tournées à l’étranger, ainsi que de multiples enregistrements. Il signe dès le début, en 1980, un contrat avec la firme Decca. Pour ce faire, il faut trouver un lieu d'enregistrement ayant une meilleure acoustique que la salle Wilfrid-Pelletier, où l'orchestre se produit. Il choisit une petite église de Saint-Eustache, au nord de Montréal. Parmi les nombreux enregistrements qu'il réalise avec cet ensemble, une cinquantaine ont reçu des prix et reconnaissances internationaux, on peut citer celui de Daphnis et Chloé et du Boléro de Ravel (Disque platine).
Il réclame durant toutes ces années pour Montréal une nouvelle salle symphonique dont la construction sera annoncée par trois premiers ministres, mais cette promesse ne se concrétisera malheureusement pas durant ses quelque vingt-cinq années à la tête de l'OSM, même si la première pierre fut posée en 1985 par le premier ministre René Lévesque, le maire Jean Drapeau et Jacques Parizeau,.
Son association avec l'orchestre se termine cependant abruptement et dans la controverse en 2002, alors que certains musiciens de l'OSM contestent le climat de travail créé par le chef. Au moment de son départ, il est menacé d'une poursuite en Cour supérieure par le président de la Guilde des musiciens, Émile Subirana, lequel a été par la suite désavoué et destitué par un vote majoritaire des musiciens montréalais,,,. Dutoit attribue en partie son départ fracassant de l'OSM à un contrat de travail « antiartistique » qui limitait les répétitions, particulièrement en tournée, et donc les possibilités de rayonnement international de l'orchestre,,,.
En février 2016, Charles Dutoit fait exceptionnellement un retour attendu à la tête de l'OSM pour deux concerts présentés par le festival Montréal en lumière, à l'instigation de son fondateur Alain Simard, un ami personnel du chef d'orchestre,. Pour ces deux concerts historiques annoncés une année à l'avance, plus de 3 000 billets sont achetés en quelques heures.

#### Autres collaborations

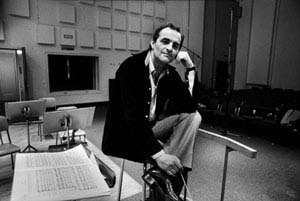
Charles Dutoit, par Erling Mandelmann, 1984.

De 1983 à 1986, Charles Dutoit est le premier chef invité du Minnesota Orchestra. En 1984, il débute au Royal Opera House à Londres et en 1987, au Metropolitan Opera à New York. En 1990, il est nommé Directeur musical de l'Orchestre national de France de 1991 à 2001. En 1996, il est nommé chef et en 1998, directeur musical de l'orchestre symphonique de la NHK (Tokyo) avec lequel il a fait des tournées en Europe, aux États-Unis, en Chine et en Asie du Sud-est. En février 2007, Charles Dutoit est nommé à la tête de l'Orchestre de Philadelphie pour un contrat de quatre ans débutant en 2008. En 2012, on lui octroie le titre de « Chef lauréat » de ce même orchestre.
Parallèlement il dirige environ cent-cinquante orchestres en Amérique et en Europe. En 2003, il commence à diriger un cycle d’opéra de Wagner au Teatro Colón à Buenos Aires (Le Vaisseau fantôme, L'Anneau du Nibelung). En 2005, il retrouve le Saratoga Performing Arts Center où il dirige l'Orchestre de Philadelphie, avec lequel il signe un contrat jusqu’en 2008.
Comme Dutoit aime particulièrement la collaboration avec des orchestres d’étudiants en musique, il travaille souvent avec l’orchestre du Curtis Institute à Philadelphie, le Juilliard Orchestra à New York, le Civic Orchestra à Chicago et l’Orchestre de l’UBS Verbier Festival en Suisse. Pendant trois ans, il est le directeur du Sapporo Pacific Music Festival au Japon. Actuellement,[Quand ?] il occupe également le poste de chef et de directeur musical du Miyazaki International Music Festival au Japon et à la Canton International Summer Music Academy (CISMA) en Chine.
Charles Dutoit a aussi fait dix films documentaires pour NHK-Television. C’est une série qui, sous le titre Cities of Music, présente dix centres musicaux du monde.
En 2009, il est nommé directeur musical du Verbier Festival Orchestra.
Il est jusqu'en 2018 directeur musical et chef principal du Royal Philharmonic Orchestra de Londres, ainsi que l'invité des orchestres symphoniques de Boston, de Chicago et de San Francisco Symphony, des orchestres philharmoniques de New York et de Los Angeles, des orchestres de la Suisse Romande et de la Tonhalle de Zurich, de la Staatskapelle de Dresde, de l'Opéra de Rome et de plusieurs orchestres d'Asie et d'Australie.
En janvier 2018, il quitte ses fonctions à la tête du Royal Philharmonic Orchestra en raison des accusations de harcèlement sexuel portées contre lui.

### Présomptions de harcèlement sexuel et psychologique
En décembre 2017, alors que Dutoit est en vacances, quatre femmes, dont deux anonymes, portent plainte contre lui pour des affaires d'agression et de harcèlement sexuel qui se seraient passées entre 1985 et 2010. La plainte est révélée par les médias le 21 décembre 2017.
Après cette annonce, le chef est suspendu par plusieurs grands orchestres internationaux, dont ceux de Londres, San Francisco et Boston,,. Toutefois, aucune des musiciennes qui ont témoigné n’a jusqu’à présent porté plainte et l'enquête interne ouverte fin 2017 à la suite de ces plaintes ne permet pas de confirmer ces accusations,.
Le 3 février 2018, des musiciens de l’orchestre symphonique de Montréal accusent Charles Dutoit, à la tête de l'ensemble pendant vingt-cinq ans, de harcèlement psychologique.

### Vie privée
Charles Dutoit a été marié de 1969 à 1973 à la pianiste Martha Argerich, dont il a une fille, Annie. Il a aussi un fils Ivan, dont la mère est Ruth Cury et qui vit en Californie.
Il a épousé à Montréal en 1982 l'économiste Marie Josée Drouin.
Depuis 2010, il est marié à la violoniste Chantal Juillet.

### Honneurs
- 1982 - Musicien de l’année, Conseil canadien de la musique
- 1982 - Grand Montréalais
- 1984 - Docteur honoris causa, Université de Montréal
- 1985 - Docteur en musique, Université Laval, Québec
- 1988 - Médaille du conseil canadien de la musique en reconnaissance de sa contribution exceptionnelle à la musique au Canada
- 1988 - Officier de l’ordre des Arts et des Lettres (France)
- 1991 - Citoyen d’honneur de la ville de Philadelphie
- 1994 - Diplôme d’honneur pour ses services distingués aux Arts au Canada
- 1995 - Grand Officier de l’Ordre national du Québec
- 1996 - Commandeur de l’ordre des Arts et des Lettres (France)[26]
- 1996 - Doctorem Musicae, Université McGill
- 2002 - Officier honoraire de l’Ordre du Canada
- 2003 - Prix au meilleur directeur étranger 2002, Association des critiques musicaux d’Argentine
- 2007 - Médaille d’or de la Ville de Lausanne
- 2009 - Artistic Advisor, Shanghai Symphony Orchestra
- 2010 - Co-Director of MISA Festival, Shanghai
- 2011 - Doctor of Music, Curtis Institute, Philadelphie
- 2012 - Guangzhou Opera House (Chine) - Honorary Artistic Advisor
- 2012 - Tribute: The Musical Fund Society of Philadelphia
- 2014 - Lifetime Achievement Award - ICMA (International Classic Music Award), Varsovie
- 2015 - Membre d’Honneur de la Fondation Igor Stravinsky, Genève
- 2016 - Membre du Comité d’honneur de la fondation Maurice-Ravel, Paris
- 2016 - Koussevitzky Artist, Boston Symphony Orchestra (Tanglewood)
- 2016 - Nanjing University of the Arts, China: Lifetime Honorary Professor
- 2016 - Shanghai 18e festival international des Arts, contribution spéciale
- 2016 - Lauréat 2016, Fondation Vaudoise pour la Culture, Lausanne
- 2017 - Médaille d'or de la Royal Philharmonic Society
- 2022 - Premio Una Vita Nella Musica from Teatro La Fenice, Venise
- 2024 - Asociacíon de Críticos Musicales de la Argentina, Mejor Director de Orquesta Extranjero, Temporada 2023[27]

## Musique
Les spécialités de Dutoit sont la musique française ainsi que la musique classique du XXe siècle.
Il a toujours essayé d’attirer un large public par des abonnements et des programmes qui sortent des sentiers battus. C’est ainsi qu’il a fait jouer L’Histoire du soldat dans des parcs et sur des places de Montréal, la neuvième de Beethoven dans une halle de hockey sur glace et qu’il a initié un festival dans l’église Notre-Dame qui est connu sous le nom de Mozart plus.[réf. nécessaire]

## Orchestres avec lesquels il a enregistré
- London Philharmonic Orchestra (LPO) : DGG - Philips - Decca
- Royal Philharmonic Orchestra (RPO) : DGG - Decca - Erato - RCA
- Philharmonia Orchestra, London : Decca - Erato - EMI - CBS- Sony
- London Symphony Orchestra (LSO) : DGG
- English Chamber Orchestra (ECO) : Erato - EMI
- London Sinfonietta : Decca
- Bayerische Rundfunk Orchester München : Decca - Erato
- Royal Concertgebouw Orchestra, Amsterdam : Decca - EMI
- Boston Symphony Orchestra : DGG
- Los Angeles Philharmonic : Decca
- Orchestre symphonique de Montréal : Decca - DGG - EMI - CBC Records - Philips
- Sinfonietta de Montréal : Decca
- Philadelphia Orchestra : Decca
- NHK Symphony, Tokyo : Decca - Sony
- Orchestre national de France : Erato - Decca -Virgin
- Orchestre de Paris : Erato
- Nouvel Orchestre philharmonique de Radio-France : Erato
- Solistes de l’Opéra de Paris : Erato
- Orchestre de la Suisse romande : Decca - Pentatone
- Orchestre de l’Opéra de Monte-Carlo : Erato
- Göteborg Symphony : Sterling - Caprice - Bis
- Orchestra de la Svizzera Italiana : EMI
- Norddeutsche Rundfunk Orchester Hamburg : NDR Production

## Prix
- 1971 - Edison Award, Amsterdam (Tchaikowsky Piano Concerto, Martha Argerich, RPO)
- 1972 - Grand Prix du disque de l’Académie Charles Cros (Stravinsky The Soldier’s Tale)
- 1973 - Grand Prix Spécial du 25e Anniversaire de l’Académie du Disque Français (Honegger Le Roi David, Solistes de l’Opéra de Paris)
- 1978 - Premio della Critica Discografica Italiana (Paganini 6 Concerti per violino, Salvatore Accardo, LPO)
- 1978 - Prix Caecilia de l’Union de la Presse Musicale Belge (Paganini 6 Concerti per violino, Salvatore Accardo, LPO)
- 1981 - Grand Prix du disque de l’Académie Charles Cros (Lalo, Caplet, Frédéric Lodéon, cello, Philharmonia Orchestra)
- 1981 - Nomination aux prix Grammy (Chaminade, Ibert, etc, James Galway, flute, RPO)
- 1982 - Académie du Disque Français, Grand Prix du disque (Fauré Pénélope, Orchestre Philharmonique de Monte-Carlo)
- 1982 - Prix Caecilia de l’Union de la presse musicale belge (Fauré Pénélope)
- 1982 - Grand Prix du disque de l’Académie Charles Cros (Fauré Pénélope)
- 1982 - High Fidelity International Record Critics Award (IRCA) (Fauré Pénélope)
- 1982 - Nomination aux prix Grammy (Fauré Pénélope)
- 1982 - Nomination aux prix Grammy (Rachmaninov Piano Concerto No 2, Schumann Piano Concerto, Alicia de Larrocha, RPO)
- 1982 - Grand Prix du disque de l’Académie Charles Cros (Ravel Daphnis & Chloé, OSM)
- 1982 - Prix Mondial du disque de Montreux (Ravel Daphnis & Chloé, OSM)
- 1982 - Prix Juno - Canada (Ravel Daphnis & Chloé, OSM)
- 1983 - Grand Prix du disque, Canada (Ravel Daphnis & Chloé, OSM)
- 1983 - 21st Annual Japan Record Academy Award (Ravel Daphnis & Chloé, OSM)
- 1983 - Disque d’Or, Canada (Ravel Album, OSM)
- 1983 - Prix Félix (ADISQ) - Canada (Ravel Album, OSM)
- 1983 - Grand Prix de l’Académie du Disque Français (Saint-Saëns 5 Piano Concertos, Pascal Rogé, RPO, LPO, Philharmonia Orchestra)
- 1984 - Académie du Disque Français, Prix de la musique française (Saint-Saëns Symphony No 3 “Organ”, OSM)
- 1984 - Académie du Disque Français, mention spéciale (Chabrier Le Roi malgré lui, Nouvel Orchestre Philharmonique de Radio-France)
- 1984 - Académie du Disque Français, Grand Prix audio-visuel de l’Europe (Honegger Symphonies No 3 and No 5, Bayerische Rundfunk Orchestra, Munich)
- 1984 - Disque de Platine, Canada (Ravel Boléro, OSM)
- 1984 - Académie du Disque Français, Prix Georges-Auric (Falla El amor brujo, Three-Cornered Hat, OSM)
- 1984 - High Fidelity International Record Critics Award (IRCA) (Falla Album, OSM)
- 1984 - Prix Manuel De Falla, Granada)Falla Album, OSM)
- 1984 - Nomination aux prix Grammy (Noël, Noël with Leontyne Price, OSM)
- 1984 - Prix du Concerto Français de l’Académie du Disque, Paris (Ravel Piano Concertos, Pascal Rogé, OSM)
- 1984 - Edison Award, Amsterdam (Ravel Piano Concertos, Pascal Rogé, OSM)
- 1985 - Gramophone Record Award (Engineering and Production) (Ravel Album, OSM)
- 1985 - Prix Juno - Canada (Ravel Album, OSM)
- 1985 - Prix Félix (ADISQ) - Canada - Disque de l'année (Stravinsky The Rite of Spring + Symphonies of Winds, OSM)
- 1986 - Grand Prix du Président de la République, Académie Nationale du Disque Français, (Berlioz Symphonie Fantastique, OSM)
- 1986 - Stereo Review, Record of the Year Award (Chabrier Le Roi malgré lui, Nouvel Orchestre philharmonique de Radio-France)
- 1986 - Prix José Bruyr - Grand Prix du disque de l’Académie Charles Cros (Honegger Symphonies No 2 and No 4, Bayerische Rundfunk, Munich)
- 1986 - Prix Félix (ADISQ) - Canada - Disque de l'année (Von Suppé 8 Overtures, OSM)
- 1987 - Gramophone Recording Award (Holst The Planets, OSM)
- 1987 - Nomination aux prix Grammy (Holst The Planets, OSM)
- 1987 - Prix Juno - Canada (Holst The Planets, OSM)
- 1987 - Prix Caecilia de l’Union de la Presse Musicale Belge (Roussel Symphonies, Orchestre national de France)
- 1987 - Prix Félix (ADISQ) - Canada - Disque de l'année (Tchaikowsky Album, OSM)
- 1988 - Edison Award, Amsterdam (Holst The Planets, OSM)
- 1988 - Mumm Champagne Classical Music Award (Holst The Planets, OSM)
- 1988 - Grand Prix du disque, Canada (Holst The Planets, OSM)
- 1988 - Laser d’Or, Académie du Disque Français (Stravinsky Petrushka, Chant du Rossignol, 4 Études, OSM)
- 1988 - Grand Prix du disque, Canada (Stravinsky Petrushka, etc, OSM)
- 1989 - Prix Juno - Canada (BARTOK Concerto for Orchestra, Music for Strings, Percussion and Celesta, OSM)
- 1990 - Prix Félix (ADISQ) - (Gershwin Album, Louis Lortie, piano, OSM)
- 1991 - Grand Prix de l’Académie du Disque, Japon (Debussy Album, OSM)
- 1991 - Prix Juno - Canada (Debussy Album, OSM)
- 1991 - Preis der Deutschen Schallplattenkritik, Allemagne (Debussy Pelléas & Mélisande, OSM)
- 1991 - Prix Félix (ADISQ) - Canada - Best record of the year (Debussy Pelléas & Mélisande, OSM)
- 1992 - Prix Juno - Canada (Debussy Pelléas & Mélisande, OSM)
- 1992 - Grammy nomination (Debussy Pelléas & Mélisande, OSM)
- 1994 - Nouvelle Académie du Disque: Grand Prix Anniversaire Tchaikowsky, Paris (The Complete Nutcracker, OSM)
- 1995 - Palmarès des Palmarès, Nouvelle Académie du Disque, Paris (Berlioz Les Troyens, OSM)
- 1995 - Académie Française du Disque Lyrique, Orphée du Prestige Lyrique, Paris (Berlioz Les Troyens, OSM)
- 1995 - Nomination aux prix Grammy dans la catégorie Best Classical recording of the year (Berlioz Les Troyens, OSM)
- 1995 - Prix Juno - Best classical recording of the year (Berlioz Les Troyens, OSM)
- 1995 - Grammy: Best Opera Recording (Berlioz Les Troyens, OSM)
- 1995 - Nomination aux prix Grammy, (Mussorgsky Pictures at an exhibition, OSM)
- 1996 - Nomination aux prix Grammy (Rimsky-Korsakov Scheherazade, OSM)
- 1996 - Prix Juno - Canadian Academy of Recording and Sciences (Shostakovich Symphonies No 5 and No 9, OSM)
- 1997 - Prix Juno - Canada - Best recording of the year (Berlioz Damnation de Faust, OSM)
- 1997 - Palmarès des Palmarès, Paris: Grand Prix, Nouvelle Académie du Disque (Berlioz Damnation de Faust)
- 1997 - Prix de l’Académie du Disque, Japan (Berlioz Symphonie Fantastique, OSM)
- 1997 - Prix de l’Académie du Disque, Japan (Debussy Album, OSM)
- 1999 - London / Decca Legends (Ravel Daphnis & Chloé, OSM)
- 2000 - Prix Juno - Canada (La Boutique Fantasque, Impressioni Brasiliane, OSM)
- 2000 - Grammy: Best Soloist with Orchestra (BARTOK Piano Concerto No 3, Prokofiev Concertos No 1 and No 3, Martha Argerich, OSM)
- 2002 - Prix Juno - Canada (Bruch 3 Violin Concertos, James Ehnes, OSM)
- 2004 - New York Times Best Classical Discs of the year (Theodorakis “Zorba”, OSM)
- 2007 - Nomination aux prix Grammy (Franck Symphonic Variations, Saint-Saëns Piano Concertos No 2 and No 5, Jean-Yves Thibaudet, Orchestre de la Suisse Romande)
- 2 Grammy Award 1995-2000
- 9 Grammy nominations 1981-1982-1983-1984-1987-1992-1995-1996-2007